# Erich Balla
Erich Balla (* 15. März 1885 in Pülz,; † 11. August 1943 bei Białystok) war ein deutscher Generalmajor im Zweiten Weltkrieg.

## Leben
Balla trat als Fahnenjunker am 28. Februar 1905 in das Jäger-Bataillon „Graf Yorck von Wartenburg“ (Ostpreußisches) Nr. 1 der Preußischen Armee ein und avancierte bis Mitte Februar 1914 zum Oberleutnant. Während des Ersten Weltkriegs war er Kompanie- und Bataillonsführer, wurde am 18. Juni 1915 zum Hauptmann befördert und für sein Wirken mit beiden Klassen des Eisernen Kreuzes und dem Ritterkreuz des Königlichen Hausordens von Hohenzollern mit Schwertern ausgezeichnet. Nach Kriegsende diente Balla 1919 im Baltikum in der „Eisernen Division“ als Bataillonskommandeur und wurde am 21. März 1921 aus dem Dienst verabschiedet.
Am 1. Februar 1934 wurde Balla reaktiviert und als Major in das Heer der Wehrmacht übernommen. Hier diente er in der Wehrersatzinspektion in Königsberg. Später wurde er als Ausbildungsleiter nach Tilsit versetzt. In dieser Funktion erfolgte am 1. April 1939 seine Beförderung zum Oberstleutnant.
Mit Beginn des Zweiten Weltkriegs übernahm Balla das Infanterie-Regiment 301, der 206. Infanterie-Division. Diese Division war beim Überfall auf Polen der Reserve der Heeresgruppe Nord unterstellt. Er nahm dann mit seinem Regiment am Westfeldzug als OKH-Reserve teil. Im Krieg gegen die Sowjetunion wurde sein Regiment in der Heeresgruppe Nord eingesetzt. Dort wurde er am 11. Dezember 1941 mit dem Deutschen Kreuz in Gold ausgezeichnet und am 1. Februar 1942 zum Oberst befördert. Ab 1. November 1942 erfolgt eine Versetzung in die Führerreserve. Am 14. Mai 1943 wurde er zum Kommandeur des Grenadier-Ersatz-Ausbildungs-Regiments 11 in Bialystok ernannt.
Dort fiel Erich Balla am 11. August 1943 möglicherweise im Kampf gegen Partisanen. Seine körperlichen Überreste konnten bis heute nicht geborgen werden.

## Schriften
- Im Yorckschen Geist. Der deutsche Frontsoldat und seine Seele. Verlag Deutscher Jägerbund, Berlin 1926.
- Landsknechte wurden wir ... Abenteuer aus dem Baltikum. Verlag Tradition, Berlin 1932.